# Назаровка (Омская область)
Назаровка — деревня в Павлоградском районе Омской области. Входит в состав Нивского сельского поселения.

## История
Основана в 1907 году. В 1928 году поселок Назаровка состоял из 55 хозяйств, основное население — украинцы. В составе Явлено-Покровского сельсовета Павлоградского района Омского округа Сибирского края.

## Население
| 1926 | 2010 |
| ---- | ---- |
| 267  | ↘226 |